# Apôtre gris
Struthidea cinerea
Genre
Espèce
Statut de conservation UICN

 LC  : Préoccupation mineure
L'Apôtre gris (Struthidea cinerea) est une espèce d'oiseau, gris ou noir, au vol rapide, d'environ 30 cm de long. Il est originaire d'Australie où il vit dans les bois, se nourrissant d'insectes et de graines. Ils volent en petits groupes de 6 à 20 individus mais la croyance populaire les voit en bandes de 12, comme les apôtres du Christ, d'où leur nom.
Cette espèce est la seule du genre Struthidea. Apôtre est le nom français que la nomenclature aviaire en langue française (mise à jour) a donné à ce genre.

## Galerie

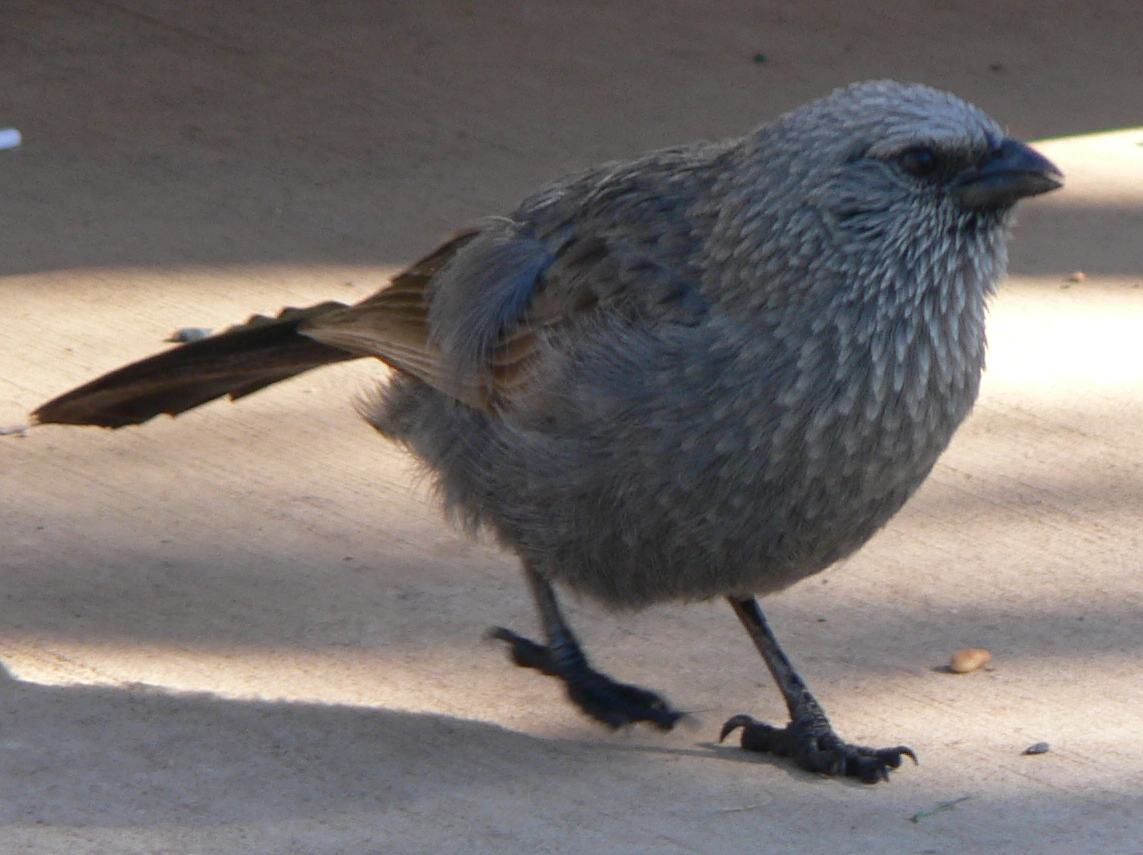
Struthidea cinerea au Zoo de Western Plains
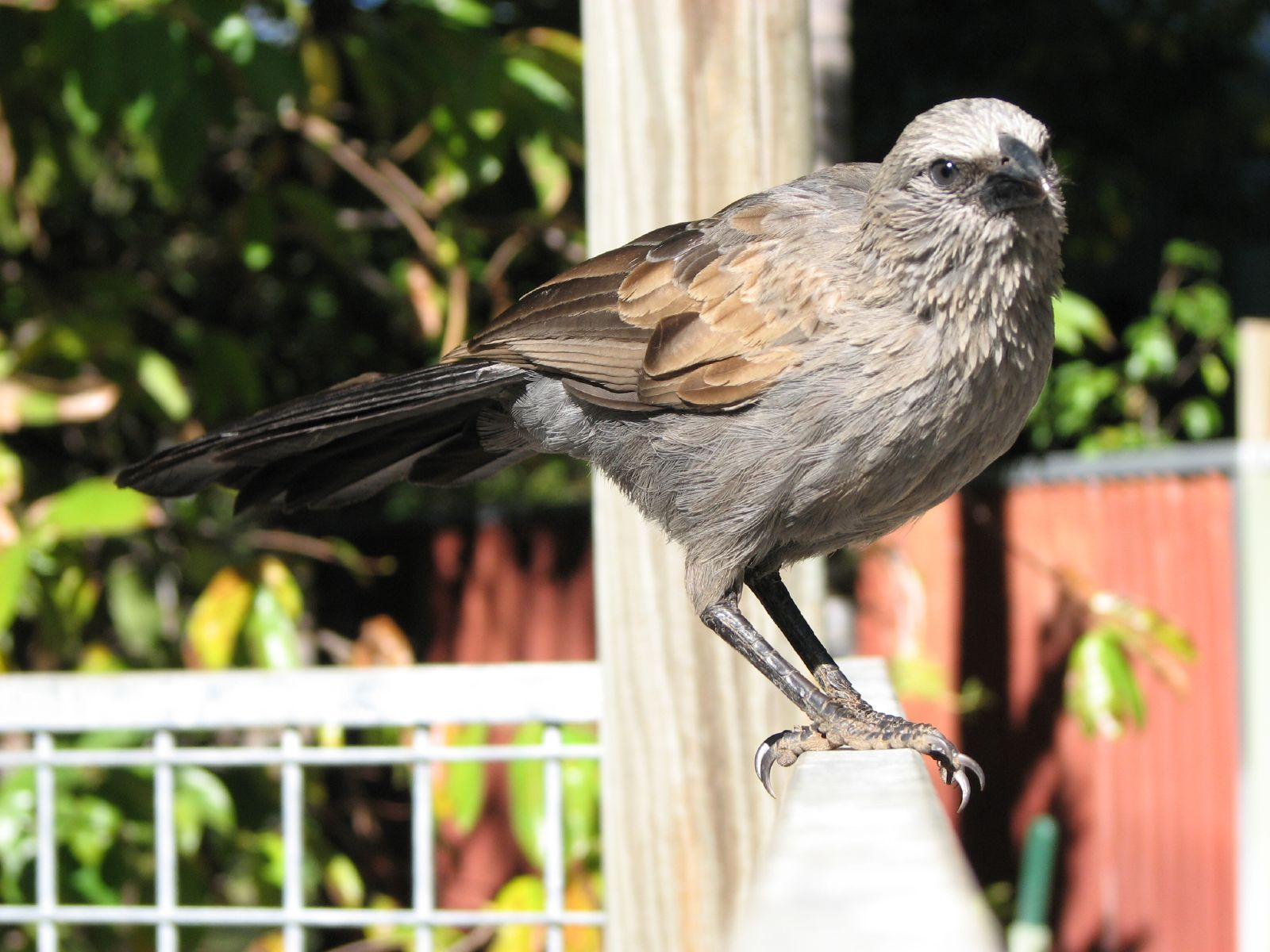
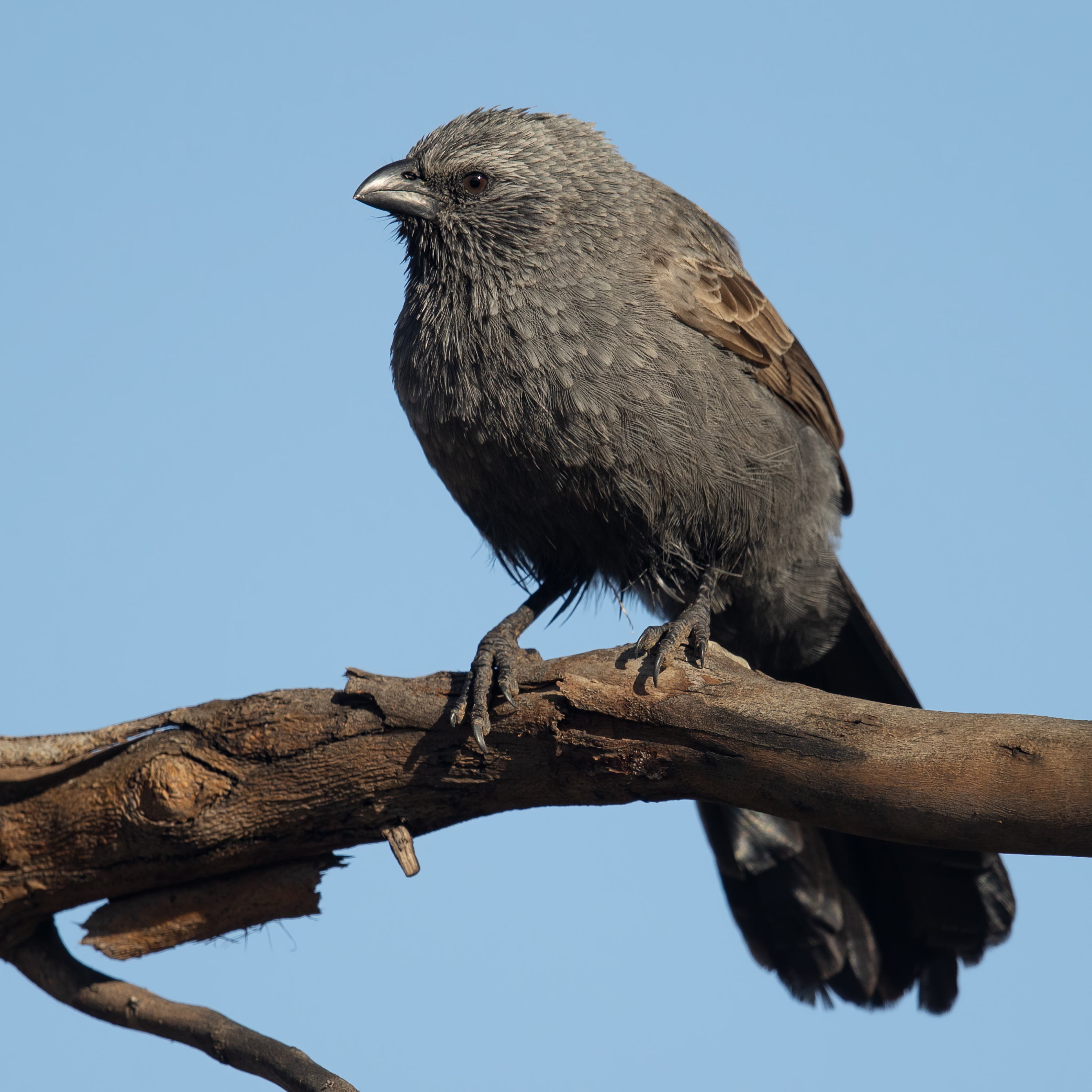
Apôtre gris en Nouvelle-Galles du Sud, Australie. Juillet 2020.

### GenreStruthidea
- (en) Congrès ornithologique international : Struthidea cinerea dans l'ordre Passeriformes (consulté le 11 mai 2015)
- (en) Zoonomen Nomenclature Resource (Alan P. Peterson) : Struthidea  dans Corcoracidae
- (en) Tree of Life Web Project : Struthidea
- (en) Catalogue of Life : Struthidea Gould, 1837 (consulté le 11 décembre 2020)
- (fr + en) ITIS : Struthidea Gould, 1837
- (en) Animal Diversity Web : Struthidea
- (en) NCBI : Struthidea (taxons inclus)
- (en) UICN : taxon  Struthidea  (consulté le 7 janvier 2023)

### EspèceStruthidea cinerea
- (en) Zoonomen Nomenclature Resource (Alan P. Peterson) : Struthidea cinerea  dans Corcoracidae
- (fr + en)  Avibase : Struthidea cinerea Gould, 1837 (+ répartition) (consulté le 26 avril 2016)
- (en) Catalogue of Life : Struthidea cinerea Gould, 1837 (consulté le 16 décembre 2020)
- (fr) Oiseaux.net : Struthidea cinerea (+ répartition)
- (fr + en) ITIS : Struthidea cinerea Gould, 1837
- (en) Animal Diversity Web : Struthidea cinerea
- (en) NCBI : Struthidea cinerea (taxons inclus)
- (en) UICN : espèce Struthidea cinerea Gould, 1837 (consulté le 11 mai 2015)